# Vendiceni
Vendiceni (în ucraineană Вендичани, transliterat: Vendîceanî) este o așezare de tip urban din raionul Moghilău, regiunea Vinnița, Ucraina. În afara localității principale, mai cuprinde și satele Borșcivți, Pidlisne și Tarasivka.

## Demografie
Componența lingvistică a așezării de tip urban Vendiceni
     Ucraineană (98,2%)
     Rusă (1,59%)
     Alte limbi (0,14%)
Conform recensământului din 2001, majoritatea populației așezării de tip urban Vendiceni era vorbitoare de ucraineană (98,2%), existând în minoritate și vorbitori de rusă (1,59%).